# Blues Creation
Blues Creation was een Japanse rockband, opgericht in Tokio in 1969. Onder leiding van gitarist/zanger Kazuo Takeda stonden ze van 1969 tot 1972 bekend als Blues Creation en na een onderbreking van drie jaar keerde het in 1975 terug als gewoon Creation.

## Geschiedenis
Blues Creation werd in 1969 opgericht door de gitaristen Kazuo Takeda en Koh Eiryu en zanger Fumio Nunoya na de ontbinding van hun groep soundsband The Bickies. In oktober 1969 bracht Blues Creation hun titelloze debuutalbum uit met Amerikaanse bluescovers, met nummers geschreven door Sonny Boy Williamson II, Memphis Slim, Chester Burnett, John Mayall-Eric Clapton, Blind Willie Johnson, Willie Dixon en Otis Rush. Na enkele bezettingswijzigingen kwam in augustus 1971 de publicatie van hun eerste album Demon & Eleven Children uit met origineel materiaal. Dat jaar brachten ze ook Carmen Maki & Blues Creation uit met zangeres Carmen Maki. Elk Blues Creation-album, behalve hun eerste, bevat nummers geschreven door Takeda en bestaat uit een constant veranderende bezetting. Aan het einde van datzelfde jaar bracht Blues Creation hun laatste album Blues Creation Live uit.
Takeda startte een driekoppige band, simpelweg Creation genaamd, en toerde in 1973 met de Amerikaanse hardrockband Mountain door Japan. Mountain ontbond kort na hun Japanse tournee en gedeeltelijk vanwege gehoorverlies door hun harde geluid, concentreerde bassist Felix Pappalardi zich op het produceren van andere bands. In 1975 verscheen het titelloze Creation, die werd geproduceerd door Yuya Uchida en een omslagfoto bevatte van een dozijn naakte jongens, die frontaal urineerden.
Pappalardi besloot Creation te helpen met hun volgende album en nodigde de band uit voor zijn repetitie in Nantucket, Massachusetts, gedurende twee maanden. In die tijd veranderde het project in een muzikale samenwerking met nummers die voornamelijk werden geschreven door Pappalardi, zijn vrouw Gail Collins Pappalardi en Takeda. Het album, opgenomen in de Bearsville Studios in New York, werd in april 1976 uitgebracht als Creation met Felix Pappalardi. Creation bracht in 1977 het laatste album Pure Electric Soul uit met wederom een cover met naakte jongens voorin een bus. Het stond op #62 op de lijst van Rolling Stone Japan 2007 van de grootste Japanse rockalbums aller tijden, terwijl het nummer Spinning Toe-Hold in 2019 door Young Guitar Magazine werd uitgeroepen tot de 37e beste gitaar-instrumental.
Kazuo Takeda heeft meer dan 20 soloalbums uitgebracht, waaronder Super Rock in the Highest Voltage uit 1978. Hij werkt nu als sessiegitarist in Los Angeles. Takeda schrijft zijn verdere muzikale ontwikkeling toe aan zijn vriendschap met Pappalardi, die hem aanmoedigde om uit te breiden naar jazz en andere stijlen. Hij speelt af en toe nog steeds live in Azië met de voormalige Creation-drummer Masayuki Higuchi en produceerde recentelijk het album Play My Blues (2006) van Hong Kongs eerste bluesman Tommy Chung.

## Discografie

### Als Blues Creation
- 1969: Blues Creation
- 1971: Demon & Eleven Children
- 1971: Carmen Maki & Blues Creation
- 1971: Blues Creation Live

### Als Creation
- 1975: Creation
- 1976: Creation with Felix Pappalardi
- 1977: Pure Electric Soul
- 1977: Pacific Rock Creation and Little River Band
- 1978: Super Rock in the Highest Voltage
- 1978: The Super Best
- 1981: Lonely Heart
- 1982: Rock City
- 1989: Best of